# Metantiol
Metantiol (znan tudi kot merkaptan metil, kemijska formula CH3SH) je najenostavnejši tiol. Je brezbarven plin z vonjem po gnilem zelju. To je naravna snov, ki jo najdemo v krvi, možganih in drugih živalskih ter rastlinskih tkivih. Pojavlja se tudi v živilih, kot so nekateri oreški in sir. To je tudi ena od glavnih kemikalij, odgovornih za slab zadah.

## Nahajališče
Metantiol se sprošča iz razpadajočih organskih snovi v močvirjih in je prisoten v zemeljskem plinu v določenih regijah, v premogovnikih katrana in v nekaterih surovih oljih.
Metantiol je šibko kisel, s pKa ~ 10,4. Zaradi kislosti je reaktiven z raztopljenim kovinami v vodnih raztopinah. Okoljska kemija teh reakcij v morski vodi ali svežih vodnih okoljih, kot so jezera, še niso v celoti raziskana.

## Lastnosti
V varnostnem listu (MSDS)(ZDA) so navedli metantiol kot brezbarven, vnetljiv plin z izjemno močanim in odvratnim vonjem. Pri zelo visokih koncentracijah je zelo strupen in vpliva na centralni živčni sistem. Njegov oster vonj opozori na nevarno koncentracijo. 

## Uporaba
Metantiol se uporablja predvsem za proizvodnjo metionina, ki se uporablja kot prehransko dopolnilo pri perutnini in živalski krmi. Metantiol se uporablja tudi v plastični industriji in kot predhodnik v proizvodnji pesticidov. Prav tako je sprosti pri razpadu izdelekov iz lesa v obratih papirnate kaše. Zaradi izredno nizekega praga vohanja tiolov se lahko dodaja plinom brez vonja, da bi lažje ugotovili puščanje plina.